# Spartak Lwów
Spartak Lwów (ukr. Футбольний клуб «Спартак» Львів, Futbolnyj Kłub "Spartak" Lwiw) – ukraiński klub piłkarski z siedzibą we Lwowie.

## Historia
Chronologia nazw:
- 1939—1949: Spartak Lwów (ukr. «Спартак» Львів)

Piłkarska drużyna Spartak została założona we Lwowie w 1939 roku.
W 1946 zespół debiutował w Trzeciej Grupie, ukraińskiej strefie zachodniej Mistrzostw ZSRR, w której zajął wysokie 2. miejsce i awansował do Drugiej Grupy, ukraińskiej strefy.
W 1949 klub zajął drugie miejsce w Drugiej Grupie, ukraińskiej strefie, ale w turnieju finałowym o awans do najwyższej ligi ZSRR tylko ostatnie 6. miejsce.
Jednak po tym sukcesie klub został rozformowany.

## Sukcesy
- 6. miejsce w Drugiej Grupie ZSRR, turniej finałowy: 1949
- 1/128 finału Pucharu ZSRR: 1949